# The Very Best of the Pogues
The Very Best of the Pogues è la terza raccolta del gruppo celtic rock irlandese The Pogues, pubblicata il 5 giugno 2001.

## Tracce
- Tutte le tracce scritte da Shane MacGowan eccetto dove indicato.

1. Dirty Old Town (MacColl) - 3:45  (dall'album Rum Sodomy & The Lash)
2. The Irish Rover (Crofts) - 3:39  (dall'album The Best Of e precedentemente sul singolo St. Patrick Days)
3. Sally MacLennane - 2:44 (dall'album Rum Sodomy & The Lash)
4. Fiesta (Finer, Kotscher, MacGowan) - 4:12  (dall'album If I Should Fall From Grace With God)
5. A Pair of Brown Eyes - 3:42 (dall'album Rum Sodomy & The Lash)
6. Fairytale of New York (Finer, MacGowan) - 4:34  (dall'album If I Should Fall From Grace With God)
7. The Body of an American - 4:48 (dall'album The Best Of e precedentemente sul singolo Poguetry In Motion)
8. Streams of Whiskey - 2:32 (dall'album Red Roses For Me)
9. The Sick Bed of Cúchulaínn - 2:59 (dall'album Rum Sodomy & The Lash)
10. If I Should Fall From Grace With God - 2:21  (dall'album If I Should Fall From Grace With God)
11. Misty Morning, Albert Bridge (Finer) - 3:02  (dall'album Peace And Love)
12. Rain Street - 4:02  (dall'album Hell's Ditch)
13. White City - 2:31 (dall'album Peace And Love)
14. Rainy Night in Soho - 4:45 (dall'album The Best Of e precedentemente sul singolo Rainy Night In Soho)
15. London Girl - 3:15 (dall'album The Rest Of The Best e precedentemente sul singolo Poguetry In Motion)
16. Boys From the County Hell - 2:54  (dall'album Red Roses For Me)
17. The Sunnyside of the Street (Finer, MacGowan) - 2:43 (dall'album Hell's Ditch)
18. Summer in Siam - 4:07 (dall'album Hell's Ditch)
19. Hell's Ditch (Finer, MacGowan) - 3:03 (dall'album Hell's Ditch)
20. The Old Main Drag - 3:18 (dall'album Rum Sodomy & The Lash)
21. The Band Played Waltzing Matilda (Bogle) - 8:12 (dall'album Rum Sodomy & The Lash)

## Formazione
- Shane MacGowan - voce, chitarra
- Terry Woods - sitar, voce d'accompagnamento
- Philip Chevron - chitarra, voce d'accompagnamento
- Spider Stacy - tin whistle, voce d'accompagnamento
- Andrew Ranken - batteria
- Jem Finer - banjo, sassofono
- Darryl Hunt - basso
- James Fearnley - accordion
- Cait O'Riodan - basso, voce d'accompagnamento

## Altri musicisti
- Kirsty MacColl -  voce in Fairytale of New York
- Siobhan Sheahan - arpa in Fairytale of New York
- Tommy Keane - cornamusa in 'Dirty Old Towne The Body of An American
- Henry Benagh - violino
- Elvis Costello -  chitarra acustica
- Dick Cuthell - flicorno in A Rainy Night in Soho
- Bryan Clarke - sassofono contralto in Fiesta
- Joe Cashman - sassofono tenore in Fiesta
- Eli Thompson - tromba in Fiesta
- Chris Lee - tromba
- Paul Taylor - trombone
- Ron Kavana - contrabbasso

## Crediti[2]
- Ryan Art - design
- Stan Brennan - produttore
- Harold Burgon - ingegneria del suono
- Eamonn Campbell - produttore
- Paul Cobbold -	ingegneria del suono
- Elvis Costello - produttore
- Chris Dickie -	ingegneria del suono
- Colin Farley -	ingegneria del suono
- Dave Jordan - ingegneria del suono
- Nick Lacey - ingegneria del suono
- Steve Lillywhite -	produttore, missaggio
- Gavin Martin - note
- Ian McKell - fotografia
- Nick Robbins -	ingegneria del suono
- Paul Scully - ingegneria del suono
- Roy Spong - ingegneria del suono
- Joe Strummer - produttore
- Craig Thompson - ingegneria del suono
- Craig Thomson - ingegneria del suono
- Fiachra Trench - arrangiamenti